# Mendawai
Mendawai – rzeka w Indonezji na Borneo o długości 450 km. Rzeka wypływa w Górach Schwanera, a uchodzi do Morza Jawajskiego.